# Joan Crawford
Joan Crawford (San Antonio, 23. ožujka 1904. – New York, 10. svibnja 1977.) američka je filmska glumica.
Pravo ime - Lucille Fay LeSueur
Otac je napustio obitelj prije njezina rođenja, a nakon što ju je rodila njezina majka Anna LeSueur preselila se u Oklahomu i udala za lokalnog impresarija Henryja Cassina koji se brinuo o Lucille i njezinu starijem bratu Hallu. Luccile uzima ime Billie Cassin i počinje raditi kao plesačica. Cijela se obitelj potom seli u Kansas City, a Lucille plesom uzdržava cijelu obitelj i odlazi u privatnu školu glume. Nakon što je osvojila 46 $ na natjecanju u plesu, seli se u Chicago i zapošljava u kazalištu gdje je uočava agent MGM-a. Seli se u Hollywood, a u MGM-u joj nalaze novo ime Joan Crawford, koje navodno nikada nije voljela. Uskoro postaje najveća zvijezda kompanije, a ubrzo i najbolje plaćena. 
Godine 1945. dobiva Oscara za glavnu žensku ulogu u filmu "Mildred Pierce". 

## Vanjske poveznice
- Filmografija na ImDb